# Uniform Commercial Code

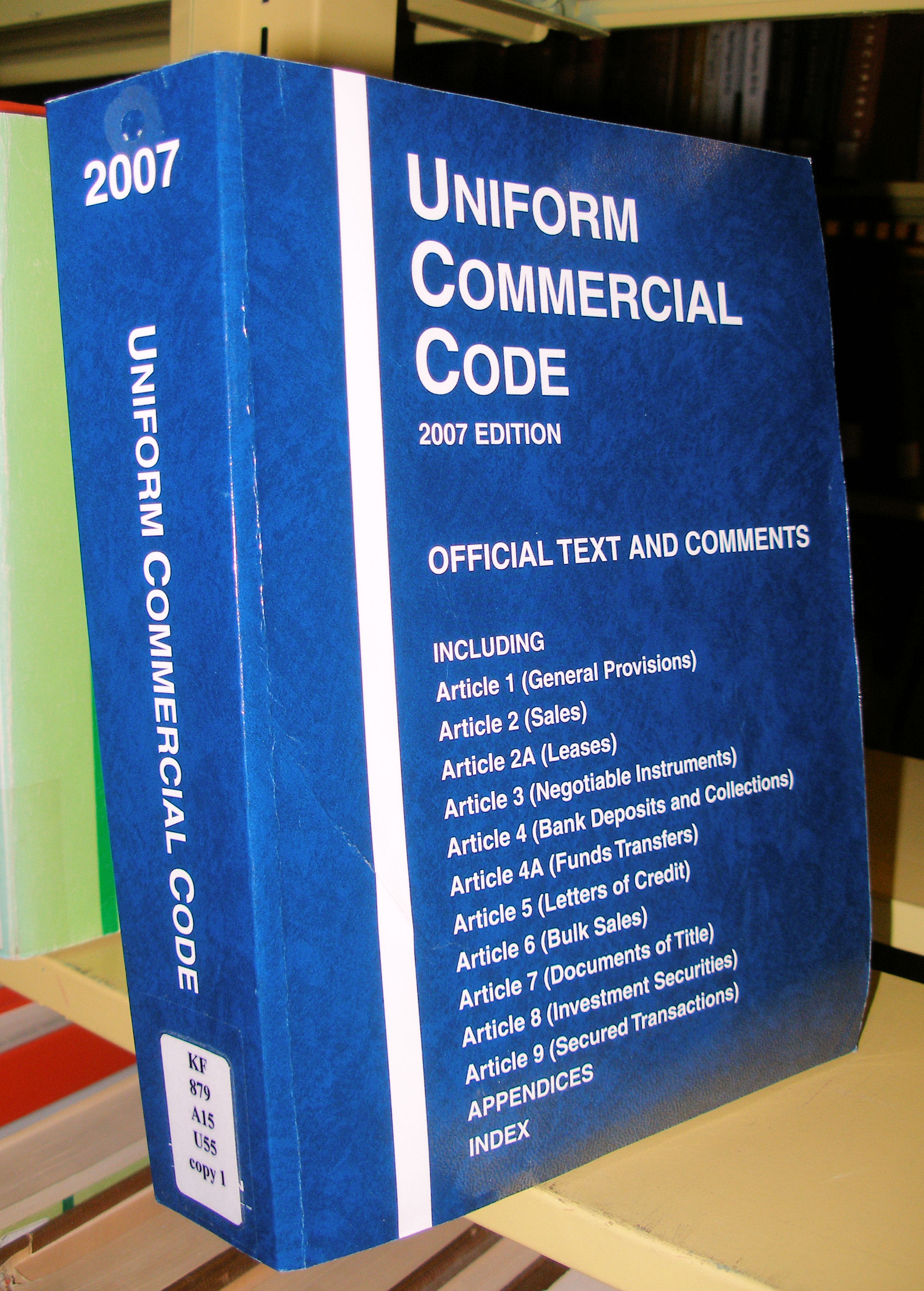
L'édition de 2007 du Uniform Commercial Code.

En droit des affaires américain, le Uniform Commercial Code est une loi-type qui vise à uniformiser le droit de la vente et le droit des transactions commerciales dans tous les cinquante États des États-Unis.  Le mouvement d'uniformisation a en grande partie atteint ses objectifs, puisque les États américains l'ont adopté dans son intégralité.
Bien que la Louisiane conserve un Code civil, en réalité son droit commercial est fortement marqué par l'UCC, et on ne peut pas la classer comme faisant bande à part par rapport aux autres États.  